# Новий Ясень
Новий Ясень (пол. Nowy Jasień) — село в Польщі, у гміні Любохня Томашовського повіту Лодзинського воєводства.
Населення — 232 особи (2011).
У 1975-1998 роках село належало до Пйотрковського воєводства.

## Демографія
Демографічна структура станом на 31 березня 2011 року:
|          | Загалом | Допрацездатний вік | Працездатний вік | Постпрацездатний вік |
| -------- | ------- | ------------------ | ---------------- | -------------------- |
| Чоловіки | 114     | 25                 | 72               | 17                   |
| Жінки    | 118     | 20                 | 69               | 29                   |
| Разом    | 232     | 45                 | 141              | 46                   |